# جورج سبنسر (نجار)
جورج سبنسر (بالإنجليزية: George Spencer)‏ هو نجار نيوزيلندي، ولد في 3 نوفمبر 1878 في ويلينغتون في نيوزيلندا، وتوفي بنفس المكان في 28 أبريل 1950.